# Membrana tectòria

Òrgan de Corti:
1: Perilimfa, 2: Endolimfa.
3: Membrana tectòria.
4: Òrgan de Corti: Cèl·lules ciliades: 5: interna, 6: externes, 7: Pilar intern, 8: Pilar extern, 9: Cèl·lules de Deiters, 10: Cèl·lules de Hensen, 11: Cèl·lules de Claudius.
12: Membrana basilar, 13: Conducte coclear, 14: Túnel de Corti, 15: Túnel del solc espiral intern, 16: Rampa timpànica, 17: Làmina espiral òssia. 18: Branques del nervi coclear: 19: Fibres eferents, 20: Fibres aferents.

La membrana tectòria cobreix el solc espiral intern i l'òrgan de Corti.
La membrana tectòria cobreix parcialment les cèl·lules ciliades d'òrgan de Corti i vibra quan les ones de so del líquid l'empenyen.